# Sematophyllites subjulaceius
Sematophyllites subjulaceius là một loài rêu trong họ Sematophyllaceae. Loài này được Ignatov & Perkovsky, Evgeny E. mô tả khoa học đầu tiên năm 2011.